# Emilio Rodríguez (cyclisme)
Pour les articles homonymes, voir Emilio Rodríguez, Rodríguez et Barros.
Emilio Rodríguez Barros (né le 28 novembre 1923 à Punteareas et mort le 21 février 1984 dans la même ville) est un coureur cycliste espagnol. Professionnel de 1945 à 1957, il a notamment remporté le Tour d'Espagne 1950 devant son frère Manuel. Ses frères aînés Pastor et Delio ont également été cyclistes professionnels, le second étant le lauréat du Tour d'Espagne 1942. 

## Palmarès

### Palmarès année par année
- 1945
  - 1re, 2ea, 3ea, 3eb et 5ea étapes du Tour de Galice
  - 2e du Tour de Galice
- 1946
  -  Classement de la montagne du Tour d'Espagne
  - Tour de Galice
  - 8e du Tour d'Espagne
- 1947
  - Tour d'Espagne :
    -  Classement de la montagne
    - 2e étape

  - 1re étape du Tour de Burgos
  - Tour des Asturies :
    - Classement général
    - 1re, 3e, 8e et 9e étapes

  - Tour de Catalogne :
    - Classement général
    - 3e étape

  - Tour de Galice :
    - Classement général
    - 1re, 2e, 3e, 4e et 7e étapes

  - 3e du Circuit de Getxo
  - 3e de la Subida a Arantzazu
  - 3e du Circuito del Sardinero
  - 4e du Tour d'Espagne
- 1948
  - Tour du Levant :
    - Classement général
    - 4e et 5e étapes

  - Tour de Catalogne :
    - Classement général
    - 4e étape

  - 2e du Tour d'Espagne
  - 2e du Tour du Portugal
- 1949
  - GP Catalunya
  - 2e du Trofeo Masferrer
  - 2e du Trofeo del Sprint
  - 3e de la Subida a Arrate
- 1950
  -  Champion d'Espagne de course de côte
  - Tour d'Espagne :
    -  Classement général
    -  Classement de la montagne
    - 3e, 4eb, 6e, 7e et 22e étapes
- 1951
  - 2e du Tour de Castille
  - 3e du Tour du Portugal
- 1952
  - 2e étape du Tour du Portugal
  - 2e du championnat d'Espagne de course de côte
  - 2e du Tour du Portugal
- 1953
  - 3e du GP Ayutamiento de Bilbao
- 1954
  -  Champion d'Espagne sur route
  - 3e du Tour de Pontevedra
- 1955
  - 1re étape du Tour des Asturies
  - Tour de Galice
  - 3e du GP Pascuas
  - 3e de la Clásica a los Puertos de Guadarrama
  - 3e du Tour de Catalogne

### Résultats sur les grands tours

#### Tour de France
3 participations
- 1949 : abandon (5e étape)
- 1951 : hors délais (2e étape)
- 1954 : 43e

#### Tour d'Espagne
8 participations
- 1945 : hors délais (1re étape)
- 1946 : 8e,  vainqueur du classement de la montagne
- 1947 : 4e,  vainqueur du classement de la montagne, vainqueur de la 2e étape
- 1948 : 2e
- 1950 :  Vainqueur du classement général,  vainqueur du classement de la montagne, vainqueur des 3e, 4eb, 6e, 7e et 22e étapes,  maillot blanc pendant 19 jours
- 1955 : 24e
- 1956 : 11e
- 1957 : 43e

#### Tour d'Italie
1 participation 
- 1954 : abandon